# Carbono alfa e beta

A fórmula esquelética do ácido butírico possui os carbonos alfa, beta e gama em sua estrutura

O carbono alfa em química orgânica refere-se ao carbono adjacente ao grupo funcional (o carbono é ligado à primeira posição, ou posição alfa, logo após o carbono que possui a função). Por extensão, o segundo carbono é o carbono beta, e assim por diante. Esta nomenclatura também pode ser aplicada para os átomos de hidrogênio ligados ao carbono. Um hidrogênio ligado a um carbono alfa é chamado de "hidrogênio alfa" (hidrogênio α), enquanto que um hidrogênio ligado a um carbono beta é um hidrogênio beta, e assim por diante. Este padrão de nomenclatura é, por vezes, considerado como não estando em conformidade com a nomenclatura IUPAC (que incentiva carbonos a serem identificados por números, não pela letras gregas), mas, apesar disso, continua a ser muito popular, sobretudo porque ela é útil para identificar a localização relativa do carbono para outros grupos funcionais (geralmente um carbonilo).

## Exemplos e exceções
- Um alfa-aminoácido deriva de um ácido carboxílico em que o grupo amino- está no segundo carbono. Exemplos: Alanina (ácido 2-amino-propanoico), Beta-alanina (ácido 3-amino-propanoico)
- Uma alfa-olefina é um hidrocarboneto em que a insaturação ocorre entre o carbono 1 e o carbono 2. Exemplos: 1-Buteno